# Heliconius talboti
Heliconius talboti är en fjärilsart som beskrevs av James John Joicey och William James Kaye 1917. Heliconius talboti ingår i släktet Heliconius och familjen praktfjärilar. Inga underarter finns listade i Catalogue of Life.